# الطريق إلى دمشق (1)
الطريق إلى دمشق (بالفرنسية: Le Chemin de Damas (1)) هي رواية بوليسية في جزئين كتبها جيرار دو فيلييه، ونشرتها دار جيرار دو فيلييه في مايو 2012. وهي رواية ضمن سلسلة ساس التي تحمل الرقم 193-194،
وتضم الأمير مالكو لينج. تجري الأحداث في المقام الأول في بيروت في لبنان، وبالصدفة في دمشق في سوريا والقاهرة في مصر، خلال النصف الأول من عام 2012، في نهاية العام الأول من الحرب الأهلية السورية.
وكجميع النسخ التي ظهرت خلال عام 2010، قد نشرت المجلتين بـ200 ألف نسخة.

## ملخص الجزء الأول
الولايات المتحدة تخشى سقوط نظام بشار الأسد القمعي، الأمر الذي من شأنه أن يمهد الطريق أمام الإسلاميين من جماعة الإخوان المسلمون أو تنظيم القاعدة للسيطرة على السلطة. وبالاتفاق مع الإسرائيليين، يخطط الأمريكيون لتهيئة الظروف للقيام بانقلاب بهدف وضع أحد اليهود المتواضعين على رأس الدولة السورية. يتم إرسال مالكو إلى بيروت للقاء رئيس البريد ميت راولي، الذي يطلب منه التواصل مع أي شخص مفيد قد يلعب دورًا في هذه الانقلابات المحتملة. في بداية الأمر، يلتقي مالكو بفرح نصار، صائغة المجوهرات الذي تعتبره جاسوساً للموساد وأقامت معه علاقات. كما يلتقي بنايف جنى موظف المتجر. فرح نصار تعتقد أن مالكو جاسوس إسرائيلي، وتحاول بمساعدة نايف جنا قتله على يد حزب الله. ولكن تم إنقاذه بفضل تدخل (ميت راولي) الفعال. ثم اتصل مالكو بالجنرال اللبناني مراد طرابلسي. يواصل مالكو تحقيقاته ويتمكن من عقد لقاء لفترة وجيزة في بيروت مع العميد محمد مخلوف، الرجل الثاني في الحرس الرئاسي السوري. وبعد التفكير، يوافق الأخير على الشروع في التحضير لانقلاب ضد عائلة الأسد. لكن هذا من دون الاعتماد على ذوق ماهر الأسد، شقيق الرئيس، وعلي مملوك، اللذين يشتبهان في المؤامرة. وفي نهاية العمل يُقتل محمد مخلوف مع عائلته بأكملها. كما تتم تصفية جميع الذين شاركوا في العمل (بمن فيهم فرح نصار). لم يتمكن مالكو من الهروب من قتلة ماهر إلا بفضل مكالمتين هاتفيتين من مراد طرابلسي. على الرغم من أن العملية كانت فاشلة تمامًا، إلا أن مالكو علم في السطور الأخيرة من الرواية أن تامير باردو، العضو البارز في المخابرات الإسرائيلية، لديه "خطة بديلة" للإطاحة ببشار الأسد.